# Ohne Arbeit kein Lohn
Ohne Arbeit kein Lohn ist ein Grundsatz im deutschen Arbeitsvertragsrecht, der sich aus der Vorleistungspflicht des Arbeitnehmers und gesetzlichen Verschiebung der Fälligkeit in § 614 Satz 1 BGB ergibt. Danach ist die Vergütung nach Leistung der Dienste zu entrichten.
Die grundsätzliche Überlegung ist, dass die Arbeitsleistung eine Fixschuld ist, die zu erfüllen mit Zeitablauf in der Regel unmöglich wird. Hierüber besteht weitgehend Einigkeit. Wie das im Einzelfall zu begründen ist, ist streitig. Manche nehmen generell eine absolute Fixschuld an und meinen, die Arbeit könne nie nachgeholt werden. Andere (auch das Bundesarbeitsgericht) wollen von einer relativen Fixschuld im Sinne von § 323 Abs. 2 Nr. 2 BGB unter Berücksichtigung der konkreten Situation (Arbeitszeitkonten, Gleitarbeitszeit etc.) ausgehen. Im Normalfall gilt aber, dass ein Nachholen der Arbeit bereits deshalb unmöglich ist, weil der Arbeitnehmer an den folgenden Tagen bereits eine neue Arbeitsleistung schuldet.
Da im Arbeitsrecht grundsätzlich das allgemeine Leistungsstörungsrecht gilt, ergibt sich daraus für die Hauptleistungspflicht Arbeit eine Unmöglichkeit nach § 275 BGB, beispielsweise wenn sich das vom Arbeitnehmer zu tragende Wegerisiko realisiert und er seinen Arbeitsplatz wegen eines objektiven Leistungshindernisses verspätet oder gar nicht erreicht. Daraus folgt dann gemäß § 326 Abs. 1 Satz 1 BGB, dass der Anspruch auf die Gegenleistung entfällt (keine Leistung ohne Gegenleistung).
Von diesem Grundsatz gibt es aber eine Reihe von Ausnahmen:
- Erholungsurlaub nach dem Bundesurlaubsgesetz, Sonderurlaub
- Entgeltfortzahlung im Krankheitsfall und an gesetzlichen Feiertagen (§ 1 Entgeltfortzahlungsgesetz)
- Zeiten des Mutterschutzes
- Annahmeverzug des Arbeitgebers und Betriebsstörungen (§ 615 BGB)
- Persönliche Verhinderung an der Dienstleistung für eine verhältnismäßig nicht erhebliche Zeit, beispielsweise wegen eines Begräbnisses im engsten Familienkreis (§ 616 BGB)